# Yen septentrionals
Els Pei Yen o Yen septentrionals (xinès 北燕, pinyin Bĕiyàn; 407 o 409-436) fou un estat d'ètnia Han durant l'època dels Setze Regnes. Va sorgir pel 398 per divisió de la dinastia Jin, després de les conquestes dels tabgatch, que va dominar el Jehol amb centre a Long-Tx'eng prop de la frontera amb Manxúria. Va existir del 407 al 436. El seu territori fou conquerit pel rei de Wei, Tao, el 436.
El segon emperador dels yen septentrionals, Feng Ba, era d¡'ètnia Han.
Tots els governants yen septentrionals es declamaren "emperadors".

## Governants yen septentrionals
| Nom de temple | Nom a títol pòstum         | Nom familiar i nom rebut           | Duració del regnat | Any de regnat i duració          |
| --- | -------------------------- | ---------------------------------- | ------------------ | -------------------------------- |
| Convenció xinesa: ús del nom familiar i el nom rebut |                            |                                    |                    |                                  |
| Desconegut | Huiyi (惠懿 Huìyì)         | 慕容云 Mùróng Yún¹ o 高云 Gao Yun¹ | 407-409            | Zhengshi (正始 Zhèngshǐ) 407-409 |
| Taizu (太祖 Taìzǔ) | Wencheng (文成 Wénchéng)   | 馮跋 Féng Bá                       | 409-430            | Taiping (太平 Taìpíng) 409-430   |
| No existeix | Zhaocheng (昭成 Zhāochéng) | 馮弘 Féng Hóng                     | 430-436            | Daxing (大興 Dàxīng) 431-436     |
| 1 El nom familiar de Gao Yun fou canviat a Murong quan fou adoptat pels Murong. Si Gao Yun fou comptat com a governant dels Yan finals, els yen septentrionals començaren en 409. De l'altra manera en 407. |                            |                                    |                    |                                  |